# Ptice nebeske
Ptice nebeske prvi je roman Ive Brešana, pikarsko djelo iz 1990. godine, koje je također i ekranizirano u tv-seriji.
Napomena: Likovi su Grof i Motka, ako se pogleda serija vidi se da su u ovom opisu zamijenjeni likovi.

## Likovi
Protagonisti su Motka i Gic, dvojica prevaranata koji, za razliku od ostalih lopova njihova kova, do novca ne dolaze silom nego uglađenim postupcima uspijevaju postići da im ljudi sami daju novac, bez traženja.
Motka, tako nazvan zbog svoje visine i mršavosti, ali opet čvrste građe, dijete profesora i kardiologinje, odluči krenuti drugim putem te se baviti krađom i njezinim oblicima. Združi se sa sitnim prevarantom Gicom, siročetom od rođenja, bez imena, prozvanom Gicom zbog krupnog izgleda.
Motkin je moto citat iz Biblije:
- Pljačkaš! - zgrane se Motka. - Kakva ružna riječ... Nikad nisam bio ljubitelj nasilja. Ja samo udešavam da mi moji klijenti sami donesu novac. Čak i da me mole da ga primim.
- I možeš takvim načinom preživjeti?

## Radnja
Šest je dijelova romana, a u svakom Motka i Gic nastavljaju svoje pustolovine.

### Udavača
U prvom dijelu, Motka dolazi u drniški kraj gdje doznaje podatke o svojem sljedećem planu te se združuje s prosjakom koji ga je prozreo kad mu je ukrao "zlatni" sat, dio Motkine lažne gospodske vanjštine. Motka dozna da Anica, kći Marka Žilića, imućnog čovjeka, treba stupiti u pismeno dogovoreni brak s bogatašem iz Amerike, Johnom Kustićem. Motka napirlitan tobože slučajno nabasa na Marka te mu pristupi hinjenim engleskim naglaskom i kaže da je opljačkan na brodu. Uspije sve uvjeriti da je John Kustić, osim Anice, koja je prema fotografijama znala kako John izgleda, ali mu se ipak odlučila predati i u postelji, sretna zbog toga što vječnost neće provesti s ne baš lijepim i pametnim Kustićem.
Kad se u selu pojavio pravi John Kustić, Motka "priznaje" obitelji da je on zapravo Jim Pavlinović te da je u Americi živio pored Kustićevih, da je imućan, ali da se toliko zaljubio u Anicu da je jednostavno morao doći po nju i zaprositi je. Nakon brojnih peripetija, uspijeva sve okrenuti u svoju korist. No, kad se činilo da u rukama drži sve karte, prepoznao ga je njegov negdašnji zatvorski kolega. Motka trkom pobježe prema kočiji u kojoj ga je čekao Gic te nestade.
Otad su on i Gic radili u paru: Gic bi istraživao i tražio zanimljive priče u koje bi se obojica mogli ubaciti, a Motka bi planirao i provodio zamisli u djela.

### Čarobna sprava
U drugom dijelu, Gic je na kolodvoru čuo kako mladić Joško u Zagreb odlazi s crnom kutijom u kojoj je neka dragocjenost koju treba predati, nakon što se smjesti kod Tereze, njegove buduće gazdarice. Motka i Gic u igru su uveli i prostitutku koja je napravila cijeli paravan - dočekala je Joška na kolodvoru i predstavila se kao njegova gazdarica, a potom ga uvela u unajmljeni prostor i, dok je zaspao, opljačkala ga, uzevši i novac i crnu kutiju. Potom su Motka i Gic otvorili kutiju u kojoj je bio skupocjeni teodolit belgijske proizvodnje, instrument za mjerenje zemljišta, koji je trebao ići jednom studentu geodezije. Motka je s Gicem rabio teodolit da bi dobio što više novca: hodali bi po selima i postavljali teodolit praveći se da će kakva cesta proći nečijim imanjem, a imućni bi seljaci davali mito da buduća cesta mimoiđe njihovu njivu. 
Na posljetku su stigli do jednog sela u kojem su čak stekli i saveznicu - krčmaricu Ljubicu, koju je Motka obljubio i priznao joj tko su. Ona im je rekla da pokušaju slomiti Marka Gavrića, najbogatijeg čovjeka u okolici, ali Motka to nije uspio jer ih je on puškom otjerao, ali je bijesni Motka obećao da će se vratiti sa žandarima. Za to vrijeme, Joško je pao na zao glas jer nitko nije vjerovao njegovoj priči da je prevaren, jer svi su mislili da je prodao teodolit. Kako bi dokazao svoju nedužnost, krenuo je u potragu. Prolazio je kroz sva mjesta i raspitivao se o ljudima koji su rabili noviji teodolit, belgijske proizvodnje.
Budući da se u selu spremala procesija u čast svetog Martina, Motka i Gic ukrali su preko noći kip, glavnu ikonu povorke i blagdana te ga zakopali u Gavrićevoj njivi. Među seljanima nastala je panika u vezi s kipom, a Ljubica je obavijestila policiju da je vidjela kako netko zakopava kip. Žandari su pošli za njom do njive, a ona im je pokazivala jedno pa drugo mjesto te su posvuda kopali. Za to vrijeme Motka i Gic tobože su mjerili teodolitom ondje gdje ih je Gavrić mogao vidjeti. On potom izađe, uvidi da se doista ovdje sprema graditi cesta, ugleda i žandare, te da oveću sumu novca Motki. Ljubica, vidjevši da su ova dvojica nestala, potom pokaže pravo mjesto gdje je kip zakopan. Kad su ih seljani prozreli, pobjegli su i sakrili se u drugoj Ljubičinoj praznoj kući. Nedugo potom, u kuću je zadihan uletio Joško i obavijestio ih da će ih žandari ubrzo dostići, rekavši da ne bi htio biti smatran njihovim prokazateljem. Kao znak zahvalnosti, veli Ljubici da mu ostavi teodolit, a oni potom pobjegnu.

### Sveti Franjo Asiški
Motka i Gic upustili su se u nove aktivnosti. Gic bi glumio bogalja, a Motka, odjeven u svećenika imenom Hijacint, tobože bi ga ozdravio u čast svetog Franje Asiškog. Potom bi narod, vidjevši "čudo", nahrupio i kupovao pretplatu na knjige koje su prodavali, a koje im nikad ne bi stigle na kućnu adresu.
Na posljetku su završili u samostanu. Gvardijan ih je ugostio te su se ondje smjestili. No, za njihova je čuda čuo i monsinjor s Kaptola. Uplašeni Gic i Motka mislili su da će ih prokazati, ali im se monsinjor ljubazno obratio i razgovarao s njima. Na posljetku se ispostavilo da su istog kova. Gic je slijedio i prisluškivao "monsinjora" te se ispostavilo da je on zapravo Barač, beskrupulozni kriminalac koji je harao tim prostorima, a cilj mu je bio oteti relikviju svetog Franje, napravljenu od suhog zlata. Da bi to spriječio, Motka alias Hijacint, rekao je gvardijanu da mu se sveti Franjo ukazao u snu te da treba relikviju spremiti na sigurno. Sutradan su fratri pronašli crkvu ispremetanu, ali relikvija je bila na sigurnom. Monsinjor je poslao svoju nezakonitu kći, lažnu časnu sestru Domeniku, da prisluškuje Motku i Gica te tako dozna tko su. Pozove ih k sebi i kaže da će mu pomoći u činu, a da im je drugi izlaz smrt. Motka i Gic dakako pristanu.
Za vrijeme pučke procesije, Motka i Gic dogovorili su s Baračem da će mu predati relikviju. Ali gvardijan je ubrzo doznao tko su Motka i Gic, no zbog pomoći da relikvija ne dopadne u Baračeve ruke i zbog populariziranja svetog Franje odlučio je šutjeti o svemu. Dogovorili su se da polovina novca od 500 000 zarađenih na pretplatama, koju su trebali po dogovoru dati Baraču, ide crkvi za obnovu, a polovica njima. U dogovoreno vrijeme, Barač je motrio crkvu, a iz nje su izišli Motka i Gic noseći kutiju, u pratnji žandara. Barač je vjerovao da ih je gvardijan postavio kao osiguranje te je poslao svog čovjeka do Motke. Ovaj je Motki rekao u šiframa da Barač motri na nj i da su oružja u nj uperena te da preda relikviju i novac, njihovu polovicu od pretplate. Barač preda zaključanu kutiju, a potom ode. Dok su bili na sigurnom, Barač je otvorio kutiju i vidio da u njoj nema relikvije ni novca. Nasmijao se, premda je bio krvoločni kriminalac, i shvatio da je imao posla s lukavim dvojcem.

### Pukovnik Crnih košulja
Motka i Gic nabasali su na kočiju u kojoj su bili mrtvi fašisti. Naime, napali su ih partizani misleći da prevoze zlato, a oni su tek išli po njega u Šibenik. Motka i Gic preobukli su se u vojnike, a Motka je na sebe odjenuo odoru pukovnika Crnih košulja. Uspjeli su doći u obližnju vojarnu i predstaviti se, jer je Motka savršeno govorio talijanski, a Gic se pravio kao da je Istranin na fašističkoj strani. Budući da su u to doba fašisti odlazili od grada do grada i u ime države zapljenjivali zlato, Motka je to vidio kao savršenu priliku.
Istodobno, u obližnjem su selu djelovali i partizani koji su poslali Katicu, mladu seljanku, da izvidi u vojarni pod krinom pralje rublja, što se događa i kamo pukovnik namjerava ići, da ga dočekaju i orobe. I u vojarni su počeli sumnjati u Motkin identitet, ali je on sve uspio riješiti vještinom glume. Kad je na posljetku došao jedan svjedok događaja i rekao da su svi pomrli, pa čak i pukovnik, Motka je uvjerio prisutne da je zasigurno zadobio amneziju nakon pretrpljenog šoka te je otklonio sve sumnje vještim dosjetkama i spontanošću. Za to vrijeme, Katica je prvi put stigla do njeg i pitala ga o njegovu putu, što joj je on odgovorio, a potom je pokušao obljubiti. Ona to nije dala zbog svojih kršćanskih uvjerenja, a bila je i djevica, te se vratila u selo s informacijama. Ondje su joj rekli da mora doznati kamo pukovnik ide te da mora sve učiniti za svoju domovinu. Drugi je put iscrpla od njeg sve informacije i legla s njim. Bio joj je prvi te je mislila da će ga možda i moći preodgojiti, ne želeći se podati nikomu osim sadašnjem ili budućem mužu. Zahtijevala je da ode s njim iz vojarne, a Motka je pristao.
Na posljetku s Gicem preuzima zlato i krene izvan grada. Katica mu reče da skrene na jedan sigurniji put, a on stane i otvori vrata rekavši da ju je odavno prozreo, ali da mu je bila potrebna kako bi mu rekla koji je put zapravo nesiguran. Potom se sklone kod nekog seljaka i odjenu u civilnu odjeću. Seljak im reče da se isprva uplašio misleći da su fašisti te da je i njegov sin pobjegao.
Kasnije, Motka i Gic odluče zakopati zlato. Kad su otkopali rupe u koje su mogli stati do visine pojasa, uvidjeli su da su ih partizani opkolili. Naime, seljakov sin prepoznao ih je i dojavio partizanima. Natjerali su ih da nose sve to zlato po vrućini, izgubivši tako plijen, a Katica je s prijezirom hodala kraj njih, no ipak osjećajući još neku strast prema Motki.

### Pomahnitali grad
Motka i Gic stigli su do Biograda. Ondje se jednom snimao film koji je neslavno propao zbog ideoloških razloga, a građanima nikad nije plaćeno statiranje. Motka i Gic došli su s nekom otrcanom kamerom i uvjerili stanovništvo da su članovi Adriatic film tvrtke te da će ovih dana stići čitava filmska ekipa i da im trebaju kao statisti. Narod je, pomamljen obećanjima i novcem, pristao. Motki se podala i Marica, djevojka željna filmske slave.
Obavljale su se svakojake pripreme, postavljale kulise, radile inovacije, sve na račun novca koji je Motka uspio izmusti od jednog direktora, obećavši da će mu to Adriatic film ubrzo refundirati. Od njega je tako uzeo novac, tobože za honorar svih statista, koji su glumili pomahnitalu svjetinu, te za filmske kulise i sprave. Sve to vrijeme Gic se pravio da snima svojom kamerom, a Motka se ponašao poput pravog redatelja.
No, ubrzo su ih otkrili pravi filmaši - Debeljak i Icek, koji nagovore Motku da ostane još jedan dan te da će mu platiti bogato. Motka se polakomi i na kraju bivaju uhićeni.
Nedugo potom, stvari su se potpuno promijenile. Filmaši su htjeli snimiti film prema svim doživljajima Motke i Gica u proteklim desetljećima. Za to su im trebali platiti golemu svotu od tri milijuna, a dobili su i slobodu i radili kao konzultanti u snimanju. Bio je to prvi pošteni posao što su ga ikad radili. Sve je teklo glatko isprva, ali uopće nisu bili zadovoljni glumcima koji su prepatetično i teatralno prikazivali njihove doživljaje. Sve je djelovalo tako izmišljeno, a oni su potom odustali i nisu više htjeli sudjelovati u tome. Narod se također bunio misleći da ih sad i pravi filmaši treći put žele prevariti.
Potom Motka i Gic odlučuju poći u Zagreb želeći zatražiti svoj honorar. Ali birokracija je bila takva da su odbili poreze, štete koje su ova dvojica izazvali nezadovoljstvom na snimanju i slično, te su na kraju Motka i Gic filmašima dugovali novac. Na kraju se pogode da nitko nikomu ne duguje ništa, a Motka i Gic, razočarani novim vremenima, besciljno nastave lutati po metropoli.

### Prst sudbine
Motka i Gic, na izmaku snaga, više nisu imali mjesto za život, a prehranjivali bi se ostacima i krađom, ali i lukavštinom na tržnicama. Odlučuju napraviti neko djelo koje bi ih zauvijek odvelo u zatvor - ondje bi bar imali minimalne uvjete do kraja života.
Bace se u politiku. Nakon peripetija, prerušavanja, djelovanja i novca, ipak završavaju u zatvoru, ali bivaju oslobođeni. No, to ih nije zadovoljilo jer su prvi put u životu htjeli u zatvor. Nastave provoditi vrijeme po Zagrebu, kradući i spavajući po parkovima. Jednog dana odluče se uvjeriti je li Bog svoje "ptice nebeske" ipak ostavio na cjedilu. Odlaze do crkve gdje ih jedan senilni svećenik, davši im krov nad glavom, budući posao i hranu, prima pod svoje okrilje nakon temeljite ispovijedi, od sutra. U hladnoj zimskoj noći odlaze susjednoj Barici rekavši im da je svećenik rekao da ih primi na ovu noć. No žena im nije vjerovala i rekla im je da se još noćas snađu pa neka dođu sa svećenikom. Dala im je starih novina jer ju je Motka to zamolio. Potom su legli pod crkveni trijem i prekrili se novinama pa usnuli.

Drugoga dana, žandari su ispitivali ljude o dvama muškarcima, ali nitko nije znao tko su. Pronađena su dva smrznuta tijela ispred crkve. Odvezli su ih na sirotinjsko groblje, a na spomeniku stajale su samo njihove fotografije: 

## Vanjske poveznice
- IMDB: Ptice nebeske, film (engl.)